# لوئیجی بارتولینی
لوئیجی بارتولینی (به ایتالیایی: Luigi Bartolini)، (زادهٔ ۸ فوریهٔ ۱۸۹۲ – درگذشتهٔ ۱۶ مه ۱۹۶۳) نقاش، شاعر و نویسندهٔ ایتالیایی بود. او بیش از هر چیز به خاطر خلق رمان دزدان دوچرخه شناخته شده‌است، که فیلم نئورئالیستی دزد دوچرخه اثر ویتوریو دسیکا با اقتباس از آن ساخته شده‌است. بارتولینی در زمان حیاتش بیش از ۷۰ کتاب نوشته و منتشر کرده‌است.

## ترجمه به فارسی
معروف‌ترین اثر بارتولینی رمان دزد دوچرخه است که توسط فرامرز برزگر با مشخصات زیر به زبان فارسی ترجمه شده‌است:
- ب‍ارت‍ول‍ی‍ن‍ی، ل‍وئ‍ی‍ج‍ی، دزد دوچ‍رخ‍ه، مت‍رج‍مهٔ ف‍رام‍رز ب‍رزگ‍ر، ت‍ه‍ران: کتابفروشی و چاپخانهٔ دانش، ۱۳۴۸؛ ۱۸۳ صفحه.